# Нові Темні Віки
«Нові темні віки» — серія науково-фантастичних романів українського письменника Макса Кідрука. 
Перша книга серії Колонія була опублікована у грудні 2022 року. Видання другої книги з назвою «Колапс» очікується у грудні 2025 року (орієнтовно). Третя книга серії матиме назву "А потім запала пітьма".

## Опис серії
Серія романів про світ у XXII столітті, проникливий літопис майбутнього, однаковою мірою моторошний та реалістичний. Це історія про те, що людина, попри всі її досягнення, не змінюється, й ані збільшення тривалості життя, ні навіть перетворення на двопланетний вид не гарантує людству порятунок.

## Зміст серії
1. Колонія  (грудень 2022).
2. Колапс  (грудень 2025, заплановано).
3. А потім запала пітьма (майбутній роман).